# Hilyotrogus rufosericeus
Hilyotrogus rufosericeus är en skalbaggsart som beskrevs av Moser 1913. Hilyotrogus rufosericeus ingår i släktet Hilyotrogus och familjen Melolonthidae. Inga underarter finns listade i Catalogue of Life.